# グレナダの行政区画

カリアク島・プティトマルティニーク島
グレナダ本土の教区

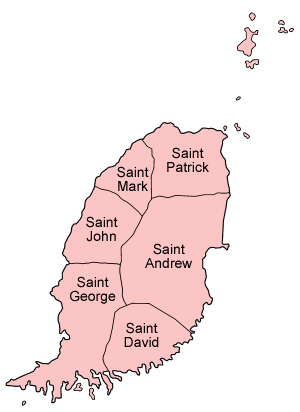
グレナダ本土

グレナダは6つの行政教区（Parish）と1つの属領（Dependency）に分かれている。

## 概要
グレナダの憲法には地方自治体に関する記述がない。一方、憲法の第9章107条にはカリアク島およびプティト・マルティニーク島には独自の議会を設けることが明文化されている。
行政教区は主にグレナダ島（本土）に設けられている。合計は6つ。歴史は長く17世紀中頃にフランス人が設置し、18世紀には現在とほぼ同じ形となった。1763年のパリ条約によってイギリスの植民地となった際に教区の名称はすべて変更され、キリスト教の守護聖人（Saint～）に統一された。
属領はカリアク島およびプティト・マルティニーク島（別名南部グレナディーン諸島）のことを指し、グレナダ領グレナディーン諸島のうち北部の島嶼群がここに含まれる。この区分が成立したのは1935年の選挙区の設定とも言われている。それまではセント・パトリック教区に含まれていた（セント・パトリックおよびカリアク選挙区）。憲法では独自の議会の設置が謳われ、1995年に議会の設置を定めた法律が成立するも、2019年時点では施行されておらず中央政府の管轄下にある。

## 一覧
| # | 教区名                               | 英語                            | 中心地               | 面積 (km2) | 人口 (2019年推計) |
| - | ------------------------------------ | ------------------------------- | -------------------- | ---------- | ----------------- |
| 1 | セント・アンドリュー教区             | Saint Andrew                    | グレンヴィル         | 99         | 28,201            |
| 2 | セント・デイヴィッド教区             | Saint David                     | セント・デイヴィッズ | 44         | 13,718            |
| 3 | セント・ジョージ教区                 | Saint George                    | セントジョージズ     | 65         | 39,894            |
| 4 | セント・ジョン教区                   | Saint John                      | グヤヴェ             | 35         | 8,964             |
| 5 | セント・マーク教区                   | Saint Mark                      | ヴィクトリア         | 25         | 4,634             |
| 6 | セント・パトリック教区               | Saint Patrick                   | ソーターズ           | 42         | 11,158            |
| 7 | カリアク島・プティトマルティニーク島 | Carriacou and Petite Martinique | ヒルズボロ           | 34         | 6,010             |

### フランス領時代の教区

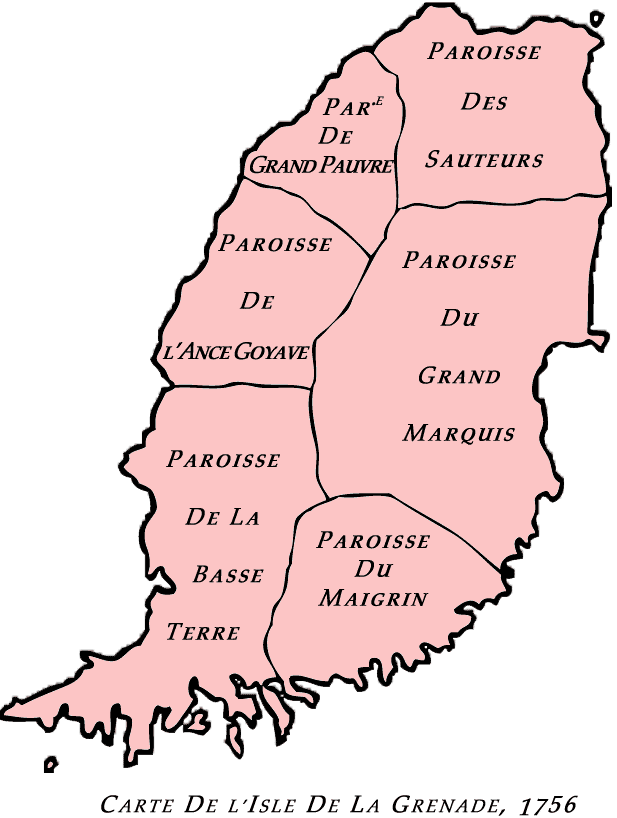
フランス領時代の教区（1756年）

| 教区                 | フランス語    | 名称の意味       | イギリス領となった後の動向 |
| -------------------- | ------------- | ---------------- | --- |
| バセテール教区       | Basse Terre   | 低地             | 1763年にセント・ジョージ教区へ改称。 |
| グラン・マルキ教区   | Grand Marquis | 大侯爵           | フェドン反乱（1795年 - 1796年）ではマーキー（フランス語読みはマルキ）へ首府を移転。反乱後の1796年にセント・アンドリュー教区へ改称。                                                   |
| グラン・ポーヴル教区 | Grand Pauvre  | 非常に貧しい土地 | 1763年にセント・マーク教区へ改称。 |
| ランス・ゴヤーヴ教区 | L'Anse Goyave | グアバの入り江   | 1763年にセント・ジョン教区へ改称。また中心地のグヤヴェは当時の国王ジョージ3世の王妃シャーロットにちなみシャーロットタウン（Charlotte Town）へ改称したが、まもなく元の名称に戻された。 |
| メグリン教区         | Megrin        | 同名の町が中心地 | メグリンの町はフェドン反乱で破壊され、放棄された。現在のセント・デイヴィッド教区。 |
| ソーターズ教区       | Sauteurs      | 飛び降りる者     | 植民地化の際に追い詰められた先住民族のカリブ族の一団が崖から飛び降り、集団自決した伝説に基づく。1763年にセント・パトリック教区へ改称。                                                |

## 選挙区
グレナダ国会の代議院（下院）の選挙で用いられる選挙区。全15区。
1. 北東セント・アンドリュー選挙区（英語版） (Saint Andrew North East)
2. 北西セント・アンドリュー選挙区（英語版） (Saint Andrew North West)
3. 南東セント・アンドリュー選挙区（英語版） (Saint Andrew South East)
4. 南西セント・アンドリュー選挙区 (Saint Andrew South West)
5. 東セント・パトリック選挙区（英語版） (Saint Patrick East)
6. 西セント・パトリック選挙区 (Saint Patrick West)
7. セント・マーク選挙区 (Saint Mark)
8. セント・ジョン選挙区 (Saint John)
9. セント・デイヴィッド選挙区 (Saint David Parish)
10. 北東セント・ジョージ選挙区 (Saint George North East)
11. 北西セント・ジョージ選挙区 (Saint George North West)
12. 南東セント・ジョージ選挙区 (Saint George South East)
13. 南セント・ジョージ選挙区 (Saint George South)
14. セントジョージズ選挙区 (Town of St George)
15. カリアク島・プティトマルティニーク島 (Carriacou and Petite Martinique)